# 陝西提督
陝西提督是清朝統領陝西軍務的最高軍事長官，為從一品官。

## 沿革
- 順治二年（1645年），設西安提督，駐西安府。
- 康熙四年（1665年），移駐固原州，改為固原提督。
- 乾隆二十九年（1764年），移駐西安，改為西安提督。
- 乾隆四十六年（1781年），移回固原州，改回固原提督。

## 歷任提督
| 姓名             | 任職時間                              | 卸職時間                              | 卸職原因           |
| ---------------- | ------------------------------------- | ------------------------------------- | ------------------ |
| 李思忠           | 順治三年 1646年                       | 順治十一年 1654年                     |                    |
| 王一正           | 順治九年 1652年                       | 康熙三年十月 1664年11月               | 解職，次年二月降調 |
| 柏永馥           | 康熙三年十月丙戌 1664年12月15日       | 康熙九年 1670年                       |                    |
| 王輔臣           | 康熙九年七月丁巳 1670年8月17日        | 康熙十三年十二月癸巳 1674年12月30日   | 反清               |
| 陳福             | 康熙十四年三月丁丑 1675年4月13日      | 康熙十四年十二月乙亥 1676年2月5日     | 被殺               |
| 王進寶           | 康熙十五年正月丁亥 1676年2月17日      | 康熙二十四年九月辛巳 1685年10月21日   | 去世               |
| 何傅             | 康熙二十四年九月戊辰 1685年10月8日    | 康熙三十一年八月癸巳 1692年9月26日    | 休致               |
| 李林隆           | 康熙三十一年八月辛丑 1692年10月4日    | 康熙三十七年四月壬申 1698年6月6日     | 改鑲紅旗漢軍都統   |
| 李林盛           | 康熙三十七年五月壬辰 1698年6月26日    | 康熙四十年四月甲子 1701年5月14日      | 改甘肅提督         |
| 潘育龍           | 康熙四十年四月甲子 1701年5月14日      | 康熙五十八年十月甲寅 1719年11月26日   | 去世               |
| 馬見伯           | 康熙五十八年六月丙寅 1719年8月10日    | 康熙六十年九月丙申 1721年10月28日     | 去世               |
| 李麟             | 康熙六十年四月甲午 1721年4月29日      | 雍正元年七月己亥 1723年8月22日        | 改鑾儀使           |
| 楊盡信           | 雍正元年七月己丑 1723年8月12日        |                                       | 留涼州             |
| 噶爾弼（署理）   | 雍正元年 1723年                       | 雍正二年五月 1724年6月                | 改署副將軍         |
| 蘇丹（署理）     | 雍正二年五月 1724年6月                | 雍正二年六月甲申 1724年8月1日         | 改署西安將軍       |
| 楊啓元           | 雍正二年六月甲申 1724年8月1日         | 雍正三年八月辛卯 1725年10月2日        | 革職               |
| 馬煥             | 雍正三年八月辛卯 1725年10月2日        | 雍正四年三月己亥 1726年4月8日         | 革職               |
| 姚文玉（署理）   | 雍正三年十一月庚子 1725年12月10日     |                                       |                    |
| 路振揚           | 雍正四年三月己亥 1726年4月8日         | 雍正六年十月癸巳 1728年11月17日       | 改兵部尚書         |
| 紀成斌           | 雍正六年七月戊辰 1728年8月24日        | 雍正九年二月壬戌 1731年4月5日         | 改四川提督         |
| 張善（署理）     | 雍正七年七月甲辰 1729年7月26日        | 雍正七年八月 1729年9月                | 改寧夏總兵         |
| 潘之善（署理）   | 雍正七年八月庚申 1729年10月10日       |                                       |                    |
| 范時捷（署理）   | 雍正八年十二月戊午 1731年1月31日      |                                       |                    |
| 樊廷             | 雍正九年二月壬戌 1731年4月5日         | 乾隆元年三月辛亥 1736年4月27日        | 改哈密總兵         |
| 李繩武（署理）   | 雍正十年 1732年                       | 乾隆元年五月 1736年6月                | 改甘肅提督         |
| 柏之蕃（署理）   | 乾隆元年五月己未 1736年7月4日         | 乾隆元年七月丙辰 1736年8月30日        |                    |
| 楊𤥠（署理）     | 乾隆元年九月丙午 1736年10月19日       | 乾隆四年十一月己酉 1739年12月6日      | 回涼州任           |
| 李繩武           | 乾隆三年三月戊辰 1738年5月4日         |                                       |                    |
| 韓良卿           | 乾隆四年十一月己酉 1739年12月6日      | 乾隆五年九月辛巳 1740年11月2日        | 改甘肅提督         |
| 周開捷           | 乾隆五年九月辛巳 1740年11月2日        | 乾隆七年三月丁亥 1742年5月2日         | 病免               |
| 許仕盛（署理）   | 乾隆七年三月丁亥 1742年5月2日         | 乾隆八年二月乙巳 1743年3月16日        | 與肅州總兵互改     |
| 豆斌             | 乾隆八年二月乙巳 1743年3月16日        | 乾隆八年六月丁巳 1743年7月26日        | 與廣西提督互改     |
| 李質粹           | 乾隆八年六月丁巳 1743年7月26日        | 乾隆十一年 1746年                     |                    |
| 段起賢（署理）   | 乾隆八年七月 1743年8月                | 乾隆十年 1745年                       |                    |
| 許仕盛           | 乾隆十一年五月己酉 1746年7月2日       | 乾隆十二年二月戊辰 1747年3月18日      | 奉召回京           |
| 瑚寶             | 乾隆十二年二月戊辰 1747年3月18日      | 乾隆十三年九月丁卯 1748年11月6日      | 改甘肅巡撫         |
| 李繩武           | 乾隆十三年九月己巳 1748年11月8日      | 乾隆十四年二月庚寅 1749年3月29日      | 與直隸提督互改     |
| 傅清             | 乾隆十四年二月庚寅 1749年3月29日      | 乾隆十四年十月丙申 1749年11月30日     | 駐藏               |
| 李繩武           | 乾隆十四年十月庚子 1749年12月4日      | 乾隆十五年九月乙巳 1750年10月5日      | 改京口將軍         |
| 哈攀龍（署理）   | 乾隆十五年九月乙巳 1750年10月5日      | 乾隆十六年正月 1751年2月              | 改署湖廣提督       |
| 齊大勇           | 乾隆十六年正月癸卯 1751年1月31日      | 乾隆十六月正月壬戌 1751年2月19日      | 改甘肅提督         |
| 豆斌             | 乾隆十六月正月壬戌 1751年2月19日      | 乾隆十六年七月 1751年8月              | 奉召陛见           |
| 齊大勇           | 乾隆十六年七月庚午 1751年8月26日      | 乾隆二十二年十二月乙亥 1758年1月26日  | 改湖廣提督         |
| 馬得勝           | 乾隆二十二年十二月乙亥 1758年1月26日  | 乾隆二十三年 1758年                   |                    |
| 董孟             | 乾隆二十三年八月丁丑 1758年9月25日    | 乾隆二十八年 1763年                   |                    |
| 張接天（署理）   | 乾隆二十四年 1759年                   | 乾隆二十四年 1759年                   |                    |
| 李時升           | 乾隆二十八年十二月乙未 1764年1月15日  | 乾隆三十一年八月辛亥 1766年9月17日    | 改雲南提督         |
| 汪騰龍           | 乾隆三十一年八月辛亥 1766年9月17日    | 乾隆三十七年六月丙戌 1772年7月22日    | 降為參將           |
| 哈國興           | 乾隆三十七年六月丙戌 1772年7月22日    | 乾隆三十八年正月癸巳 1773年1月25日    | 去世               |
| 馬彪             | 乾隆三十八年正月癸巳 1773年1月25日    | 乾隆四十九年閏三月庚午 1784年5月4日   | 改湖廣提督         |
| 剛塔             | 乾隆四十九年閏三月庚午 1784年5月4日   | 乾隆四十九年五月庚辰 1784年7月13日    | 革職被捕           |
| 哈當阿           | 乾隆四十九年五月庚辰 1784年7月13日    | 乾隆五十三年七月己巳 1788年8月10日    | 改福建水師提督     |
| 王彙             | 乾隆五十三年七月己卯 1788年8月20日    | 乾隆五十八年四月甲戌 1793年5月21日    | 改浙江提督         |
| 柯藩             | 乾隆五十八年四月甲戌 1793年5月21日    | 嘉慶三年三月丁卯 1798年4月18日        | 革職，授南陽鎮總兵 |
| 王文雄           | 嘉慶三年三月丁卯 1798年4月18日        | 嘉慶五年八月丙辰 1800年9月24日        | 陣亡               |
| 慶成（署理）     | 嘉慶五年 1800年                       | 嘉慶五年 1800年                       |                    |
| 賽沖阿           | 嘉慶五年八月丙辰 1800年9月24日        | 嘉慶六年六月丙辰 1801年7月21日        | 改西安將軍         |
| 慶成             | 嘉慶六年六月丙辰 1801年7月21日        | 嘉慶七年七月壬辰 1802年8月21日        | 回旗守制           |
| 楊遇春           | 嘉慶七年七月壬辰 1802年8月21日        | 嘉慶十一年十一月癸酉 1807年1月8日     |                    |
| 薛大烈           | 嘉慶十一年十一月癸酉 1807年1月8日     | 嘉慶十三年四月辛卯 1808年5月20日      | 改江南提督         |
| 楊遇春           | 嘉慶十三年四月辛卯 1808年5月20日      | 道光五年十月庚辰 1825年12月6日        | 署理陝甘總督       |
| 楊芳             | 道光五年十月庚辰 1825年12月6日        | 道光十三年三月乙酉 1833年5月3日       | 改四川提督         |
| 德克登額（署理） | 道光六年七月甲辰 1826年8月27日        | 道光六年九月癸巳 1826年10月15日       |                    |
| 何占鼇（署理）   | 道光六年九月癸巳 1826年10月15日       | 道光七年 1827年                       |                    |
| 海淩阿（署理）   | 道光十年九月戊午 1830年10月19日       | 道光十年十月己丑 1830年11月19日       | 授湖南提督         |
| 劉鳳翥（署理）   | 道光十年十月己丑 1830年11月19日       |                                       |                    |
| 胡超             | 道光十三年三月乙酉 1833年5月3日       | 道光二十五年正月辛巳 1845年2月25日    | 改甘肅提督         |
| 石玉生           | 道光二十五年正月辛巳 1845年2月25日    | 道光二十八年二月辛未 1848年3月31日    | 與巴里坤提督互調   |
| 托明阿           | 道光二十八年二月辛未 1848年3月31日    | 道光二十八年十一月甲午 1848年12月19日 | 與綏遠將軍互調     |
| 成玉             | 道光二十八年十一月甲午 1848年12月19日 | 道光三十年七月己酉 1850年8月26日      | 病免               |
| 向榮             | 道光三十年七月己酉 1850年8月26日      | 道光三十年八月甲申 1850年9月30日      | 與廣西提督互調     |
| 閔正鳳           | 道光三十年八月甲申 1850年9月30日      | 道光三十年九月庚戌 1850年10月26日     | 革職               |
| 陶煜文           | 道光三十年九月辛亥 1850年10月27日     | 道光三十年十月庚午 1850年11月15日     | 改廣東陸路提督     |
| 石玉山           | 道光三十年十月庚午 1850年11月15日     | 咸豐二年四月甲辰 1852年6月11日        | 去世               |
| 福珠隆阿         | 咸豐二年四月甲辰 1852年6月11日        | 咸豐二年十一月乙亥 1853年1月8日       | 改江南提督         |
| 桂明             | 咸豐二年十一月乙亥 1853年1月8日       | 咸豐五年三月丁丑 1855年4月30日        | 病免               |
| 豐坤（署理）     | 咸豐四年 1854年                       | 咸豐四年 1854年                       |                    |
| 扎拉芬（署理）   | 咸豐四年八月己酉 1854年10月4日        | 咸豐五年三月己巳 1855年4月22日        | 赴湖北             |
| 載齡（兼署）     | 咸豐五年三月己巳 1855年4月22日        |                                       |                    |
| 孔廣順           | 咸豐五年三月丁丑 1855年4月30日        | 咸豐五年九月乙酉 1855年11月4日        | 革職               |
| 吳振械（兼署）   | 咸豐五年九月乙酉 1855年11月4日        | 咸豐五年 1855年                       |                    |
| 鄧紹良           | 咸豐五年九月戊子 1855年11月7日        | 咸豐六年九月壬午 1856年10月26日       | 改浙江提督         |
| 經文岱           | 咸豐六年九月壬午 1856年10月26日       | 同治元年三月甲申 1862年3月31日        | 病免               |
| 孔廣順           | 同治元年三月甲申 1862年3月31日        | 同治元年八月甲戌 1862年9月17日        | 休致               |
| 雷正綰           | 同治元年八月甲戌 1862年9月17日        | 光緒二十二年三月丁未 1896年4月24日    |                    |
| 沈玉遂（署理）   | 光緒十年八月乙酉 1884年10月2日        | 光緒十年 1884年                       |                    |
| 譚碧理（署理）   | 光緒十一年 1885年                     | 光緒十一年 1885年                     |                    |
| 鄧增             | 光緒二十二年三月庚戌 1896年4月27日    | 光緒三十一年 1905年                   | 去世               |
| 賈鴻增（護理）   | 光緒二十七年八月戊申 1901年9月27日    | 光緒二十七年 1901年                   |                    |
| 張行志           | 光緒三十一年十二月丙辰 1906年1月12日  | 宣統三年 1911年                       |                    |